# Segunda Categoría del Guayas 2020
El campeonato provincial de fútbol de Segunda Categoría de Guayas 2020 fue la 54.ª edición del torneo de la Segunda Categoría de la provincia de Guayas. El torneo fue organizado por la Asociación de Fútbol del Guayas (AFG) y avalado por la Federación Ecuatoriana de Fútbol. El torneo inició el 21 de agosto de 2020 y finalizó el 18 de octubre de 2020. Participaron 12 clubes de fútbol y entregó dos cupos al zonal de ascenso de la Segunda Categoría Nacional 2020 por el ascenso a la Serie B, además el campeón provincial clasificó a la primera fase de la Copa Ecuador 2021.

## Sistema de campeonato
El sistema determinado para esta edición por la Asociación de Fútbol del Guayas fue de la siguiente maneraː
- Primera fase: En cada grupo de cada serie se enfrentaron en un sistema de todos contra todos a una sola rueda, los cuatro equipos mejor ubicados de cada grupo clasificaron a la segunda fase.[1]

- Segunda fase: Se jugó un play-off con los ocho equipos, en encuentros de ida y vuelta (8 partidos en dos fechas), la ubicación y la numeración estuvo de acuerdo a la puntuación que acumularon en la primera etapa. Una vez ubicados quedaron emparejados de la siguiente manera:[2]

- - Llave 1: 1.° vs. 8.°
  - Llave 2: 2.° vs. 7.°
  - Llave 3: 3.° vs. 6.°
  - Llave 4: 4.° vs. 5.°

Los cuatro equipos que ganaron sus respectivas llaves, pasaron a la fase final del torneo.
- Fase final: Los 4 equipos clasificados jugaron play-offs en partidos de ida y vuelta del cual los dos equipos ganadores fueron los representantes de Guayas en la fase zonal, además jugaron la final a partido único para definir el campeón y subcampeón provincial.

## Efectos de la pandemia de coronavirus
Inicialmente el torneo se iba a disputar entre los meses de mayo y julio de 2020, sin embargo eso no fue posible debido a la pandemia de COVID-19 en Ecuador, el campeonato por tanto fue suspendido, se contaba con la participación de 26 equipos. Una vez que se levantaron las medidas de confinamiento la ASO Guayas reprogramó el inicio de los juegos para el mes de agosto y con extensión hasta octubre, además 12 equipos confirmaron su participación, los que desistieron de participar fueron Panamá, ESPOL, Internacional de Guayaquil, Liga de Guayaquil, Estudiantes del Guayas, Naval, Sur y Norte, Fedeguayas, Don Café, Real Fortaleza, Atlético Samborondón, Atlético Milagro, Paladín "S", Guayas Fútbol Club y Salitre Fútbol Club; como consecuencia de la reducción de participantes se modificó el sistema de campeonato, se dividió en dos grupos de seis equipos, los cuatro mejores de cada grupo después de una sola ronda de partidos (5 fechas) avanzaron a la segunda fase que se mantuvo igual a la inicial, finalmente se eliminó la tercera fase o cuadrangular final y se introdujo un sistema de play-offs con semifinales y final para decidir a los representantes de la provincia y el campeón anual, tampoco se tomó en consideración la implementación realizada en 2019 sobre la Series A y B.

## Equipos participantes
| Equipos participantes      | Equipos participantes | Equipos participantes         |
| -------------------------- | --------------------- | ----------------------------- |
|                            |                       |                               |
| Equipo                     | Ciudad                | Estadio                       |
| Club Deportivo Everest     | Guayaquil             | Estadio Alejandro Ponce Noboa |
| Calvi Fútbol Club          | Posorja               | Estadio Municipal de Posorja  |
| La Familia Fútbol Club     | Guayaquil             | Estadio Alejandro Ponce Noboa |
| Toreros Fútbol Club        | Guayaquil             | Estadio Alejandro Ponce Noboa |
| Liga Deportiva Estudiantil | Guayaquil             | Estadio Alejandro Ponce Noboa |
| Rocafuerte Fútbol Club     | Guayaquil             | Estadio Complejo La Cemento   |
| Guayaquil Sport Club       | Guayaquil             | Estadio Alejandro Ponce Noboa |
| Guayaquil Fútbol Club      | Guayaquil             | Estadio Alejandro Ponce Noboa |
| Club Sport Patria          | Samborondón           | Estadio Arenas de Samborondón |
| Club Deportivo Banife      | Daule                 | Estadio Los Daulis            |
| Club Atlético Daule        | Daule                 | Estadio Los Daulis            |
| Club Deportivo Filanbanco  | Guayaquil             | Estadio Alejandro Ponce Noboa |

## Equipos por cantón
| Cantón      | N.º | Equipos |
| ----------- | --- | --- |
| Guayaquil   | 9   | - Toreros F. C. - Calvi F. C. - Everest - Guayaquil F. C. - Guayaquil Sport - L. D. Estudiantil - La Familia F. C. - Rocafuerte F. C. - Filanbanco |
| Daule       | 2   | - Banife - Atlético Daule |
| Samborondón | 1   | - C. S. Patria |

| Atlético Daule Guayaquil Patria Banife Equipos de Guayaquil: Toreros Calvi Guayaquil F. C. Everest Guayaquil Sport LDE La Familia Rocafuerte Filanbanco |

## Primera fase

### Grupo 1

#### Clasificación
| Pos. | Equipo          | Pts. | PJ | G | E | P | GF | GC | Dif. | Clasificación |
| ---- | --------------- | ---- | -- | - | - | - | -- | -- | ---- | ------------- |
| 1    | C. S. Patria    | 13   | 5  | 4 | 1 | 0 | 12 | 3  | +9   | Segunda etapa |
| 2    | Guayaquil F. C. | 11   | 5  | 3 | 2 | 0 | 11 | 2  | +9   | Segunda etapa |
| 3    | Banife          | 8    | 5  | 2 | 2 | 1 | 6  | 5  | +1   | Segunda etapa |
| 4    | Calvi F. C.     | 5    | 5  | 1 | 2 | 2 | 4  | 6  | −2   | Segunda etapa |
| 5    | Toreros F. C.   | 0    | 4  | 0 | 0 | 4 | 3  | 7  | −4   |               |
| 6    | Atlético Daule  | −3   | 4  | 0 | 1 | 3 | 3  | 16 | −13  |               |

 Fuente: Aso Guayas
Criterios de clasificación: 1) Puntos; 2) Diferencia de goles; 3) Goles marcados
Notas:
1. ↑  Al Club Atlético Daule se le restaron 4 puntos.

#### Resultados
| CS Patria  | 0 - 0 | Guayaquil FC   | Arenas de Samborondón | 21 de agosto | 16:00 |
| Toreros FC | 1 - 2 | Banife         | Alejandro Ponce Noboa | 22 de agosto | 10:00 |
| Calvi FC   | 1 - 1 | Atlético Daule | Municipal de Posorja  | 22 de agosto | 12:00 |

| CS Patria    | 1 - 0 | Toreros FC     | Arenas de Samborondón | 28 de agosto | 16:00 |
| Banife       | 1 - 1 | Calvi FC       | Pablo Sandiford       | 29 de agosto | 11:00 |
| Guayaquil FC | 8 - 1 | Atlético Daule | Aso Guayas Cancha #3  | 30 de agosto | 15:00 |

| Toreros FC     | 1 - 2 | Guayaquil FC | Alejandro Ponce Noboa | 5 de septiembre | 10:00 |
| Calvi FC       | 0 - 2 | CS Patria    | Municipal de Posorja  | 5 de septiembre | 11:00 |
| Atlético Daule | 0 - 1 | Banife       | Alejandro Ponce Noboa | 5 de septiembre | 15:00 |

| Toreros FC   | 1 - 2 | Calvi FC       | Aso Guayas Cancha #3  | 11 de septiembre | 10:00 |
| CS Patria    | 6 - 1 | Atlético Daule | Arenas de Samborondón | 11 de septiembre | 16:00 |
| Guayaquil FC | 0 - 0 | Banife         | Aso Guayas Cancha #3  | 12 de septiembre | 15:00 |

| Calvi FC       | 0 - 1 | Guayaquil FC | Municipal de Posorja | 18 de septiembre | 10:00          |
| Banife         | 2 - 3 | CS Patria    | Pablo Sandiford      | 18 de septiembre | 10:00          |
| Atlético Daule | -     | Toreros FC   | No se programó       | No se programó   | No se programó |

### Grupo 2

#### Clasificación
| Pos. | Equipo            | Pts. | PJ | G | E | P | GF | GC | Dif. | Clasificación |
| ---- | ----------------- | ---- | -- | - | - | - | -- | -- | ---- | ------------- |
| 1    | Guayaquil Sport   | 12   | 5  | 4 | 0 | 1 | 13 | 4  | +9   | Segunda etapa |
| 2    | Rocafuerte F. C.  | 10   | 5  | 3 | 1 | 1 | 16 | 3  | +13  | Segunda etapa |
| 3    | Everest           | 8    | 5  | 2 | 2 | 1 | 12 | 6  | +6   | Segunda etapa |
| 4    | L. D. Estudiantil | 5    | 5  | 1 | 2 | 2 | 9  | 10 | −1   | Segunda etapa |
| 5    | Filanbanco        | 4    | 5  | 0 | 4 | 1 | 2  | 3  | −1   |               |
| 6    | La Familia        | 1    | 5  | 0 | 1 | 4 | 3  | 29 | −26  |               |

 Fuente: Aso Guayas
Criterios de clasificación: 1) Puntos; 2) Diferencia de goles; 3) Goles marcados

#### Resultados
| La Familia | 1 - 1 | Filanbanco    | Alejandro Ponce Noboa | 22 de agosto | 15:00 |
| LDE        | 0 - 4 | Guayaquil SC  | Aso Guayas Cancha #3  | 23 de agosto | 10:00 |
| Everest    | 2 - 1 | Rocafuerte FC | Aso Guayas Cancha #3  | 23 de agosto | 15:00 |

| La Familia   | 0 - 7 | LDE           | Aso Guayas Cancha #3  | 30 de agosto | 10:00 |
| Guayaquil SC | 3 - 0 | Everest       | Alejandro Ponce Noboa | 30 de agosto | 10:00 |
| Filanbanco   | 0 - 0 | Rocafuerte FC | Alejandro Ponce Noboa | 30 de agosto | 15:00 |

| Rocafuerte FC | 2 - 0 | Guayaquil SC | Holcim Arena         | 5 de septiembre | 10:00 |
| Everest       | 8 - 0 | La Familia   | Aso Guayas Cancha #3 | 5 de septiembre | 10:00 |
| LDE           | 0 - 0 | Filanbanco   | Aso Guayas Cancha #3 | 5 de septiembre | 15:00 |

| La Familia | 1 - 9 | Rocafuerte FC | Aso Guayas Cancha #3  | 12 de septiembre | 10:00 |
| Filanbanco | 1 - 2 | Guayaquil SC  | Alejandro Ponce Noboa | 12 de septiembre | 10:00 |
| LDE        | 2 - 2 | Everest       | Alejandro Ponce Noboa | 12 de septiembre | 15:00 |

| Everest       | 0 - 0 | Filanbanco | Alejandro Ponce Noboa | 18 de septiembre | 10:00 |
| Guayaquil SC  | 4 - 1 | La Familia | Aso Guayas Cancha #3  | 18 de septiembre | 10:00 |
| Rocafuerte FC | 4 - 0 | LDE        | Holcim Arena          | 18 de septiembre | 10:00 |

## Segunda fase
Esta etapa la juegan los cuatro mejores equipos de cada grupo de la etapa anterior, es decir ocho clubes en total, que conforme a los puntos obtenidos se los ubica en una tabla única de posiciones que determinará el orden de los enfrentamientos de la siguiente manera:
- Llave 1: 1.° lugar vs. 8.° lugar
- Llave 2: 2.° lugar vs. 7.° lugar
- Llave 3: 3.° lugar vs. 6.° lugar
- Llave 4: 4.° lugar vs. 5.° lugar

Se enfrentarán en play-offs ida y vuelta donde los ganadores de cada llave pasan a la tercera fase.

### Tabla de posiciones
| N.º | Equipo            | Pts | PJ | PG | PE | PP | GF | GC | DG  |
| --- | ----------------- | --- | -- | -- | -- | -- | -- | -- | --- |
| 1   | C. S. Patria      | 13  | 5  | 4  | 1  | 0  | 12 | 3  | +9  |
| 2   | Guayaquil Sport   | 12  | 5  | 4  | 0  | 1  | 13 | 4  | +9  |
| 3   | Guayaquil F. C.   | 11  | 5  | 3  | 2  | 0  | 11 | 2  | +9  |
| 4   | Rocafuerte F. C.  | 10  | 5  | 3  | 1  | 1  | 16 | 3  | +13 |
| 5   | Everest           | 8   | 5  | 2  | 2  | 1  | 12 | 6  | +6  |
| 6   | Banife            | 8   | 5  | 2  | 2  | 1  | 6  | 5  | +1  |
| 7   | L. D. Estudiantil | 5   | 5  | 1  | 2  | 2  | 9  | 10 | −1  |
| 8   | Calvi F. C.       | 5   | 5  | 1  | 2  | 2  | 4  | 6  | −2  |

### Partidos
| Fecha                           | Lugar       | Local            |  | Resultado     |  | Visitante        |
| ------------------------------- | ----------- | ---------------- |  | ------------- |  | ---------------- |
| 26 de septiembre de 2020, 15:00 | Guayaquil   | Calvi F. C.      |  | 1 – 2         |  | C. S. Patria     |
| 2 de octubre de 2020, 16:00     | Samborondón | C. S. Patria     |  | 1 – 0         |  | Calvi F. C.      |
| 26 de septiembre de 2020, 10:00 | Guayaquil   | LDE              |  | 0 – 1         |  | Guayaquil Sport  |
| 3 de octubre de 2020, 10:00     | Guayaquil   | Guayaquil Sport  |  | 0 – 0         |  | LDE              |
| 26 de septiembre de 2020, 10:00 | Durán       | Banife           |  | 1 – 2         |  | Guayaquil F. C.  |
| 3 de octubre de 2020, 13:30     | Guayaquil   | Guayaquil F. C.  |  | (6) 1 – 2 (5) |  | Banife           |
| 26 de septiembre de 2020, 10:00 | Guayaquil   | Everest          |  | 2 – 0         |  | Rocafuerte F. C. |
| 4 de octubre de 2020, 10:00     | Guayaquil   | Rocafuerte F. C. |  | 0 – 3         |  | Everest          |

## Fase final

### Cuadro final
|  | Semifinales       | Semifinales       | Semifinales       | Semifinales       |   |                 | Final         | Final         |  |
|  | 9 y 14 de octubre | 9 y 14 de octubre | 9 y 14 de octubre | 9 y 14 de octubre |   |                 | 18 de octubre | 18 de octubre |  |
|  |                   |                   |                   |                   |   |                 |               |               |  |
|  |                   |                   |                   |                   |   |                 |               |               |  |
|  | Guayaquil Sport   | 1                 | 2                 | 3                 |   |                 |               |               |  |
|  | Guayaquil Sport   | 1                 | 2                 | 3                 |   |                 |               |               |  |
|  | Guayaquil F. C.   | 0                 | 2                 | 2                 |   |                 |               |               |  |
|  | Guayaquil F. C.   | 0                 | 2                 | 2                 |   | Guayaquil Sport | 0             |               |  |
|  |                   |                   |                   |                   |   | Guayaquil Sport | 0             |               |  |
|  |                   |                   | Everest           | 1                 |   |                 |               |               |  |
|  | C. S. Patria      | 1                 | Everest           | 1                 | 1 | 2               |               |               |  |
|  | C. S. Patria      | 1                 |                   |                   | 1 | 2               |               |               |  |
|  | Everest (v.)      | 0                 | 2                 | 2                 |   |                 |               |               |  |
|  | Everest (v.)      | 0                 | 2                 | 2                 |   |                 |               |               |  |
|  |                   |                   |                   |                   |   |                 |               |               |  |

- Nota : El equipo ubicado en la primera línea de cada llave es el que ejerció la localía en el partido de vuelta, la final se jugó a partido único.

### Semifinales
| Fecha                        | Lugar       | Local           |  | Resultado |  | Visitante       |
| ---------------------------- | ----------- | --------------- |  | --------- |  | --------------- |
| 9 de octubre de 2020, 10:00  | Guayaquil   | Everest         |  | 0 – 1     |  | C. S. Patria    |
| 14 de octubre de 2020, 15:00 | Samborondón | C. S. Patria    |  | 1 – 2     |  | Everest         |
| 9 de octubre de 2020, 13:30  | Guayaquil   | Guayaquil F. C. |  | 0 – 1     |  | Guayaquil Sport |
| 14 de octubre de 2020, 10:00 | Guayaquil   | Guayaquil Sport |  | 2 – 2     |  | Guayaquil F. C. |

### Final
| Fecha                        | Lugar     | Local           |  | Resultado |  | Visitante |
| ---------------------------- | --------- | --------------- |  | --------- |  | --------- |
| 18 de octubre de 2020, 10:00 | Guayaquil | Guayaquil Sport |  | 0 – 1     |  | Everest   |

| |
| Campeón Club Deportivo Everest 8.° título Clasifica a los zonales de la Segunda Categoría 2020. - También clasifica Guayaquil Sport Club como vicecampeón. |